# پروتوپاناکسادی‌ال
پروتوپاناکسادی‌ال (به انگلیسی: Protopanaxadiol) یک ترکیب شیمیایی با شناسه پاب‌کم ۱۱۲۱۳۳۵۰ است.